# Naitō Torajirō

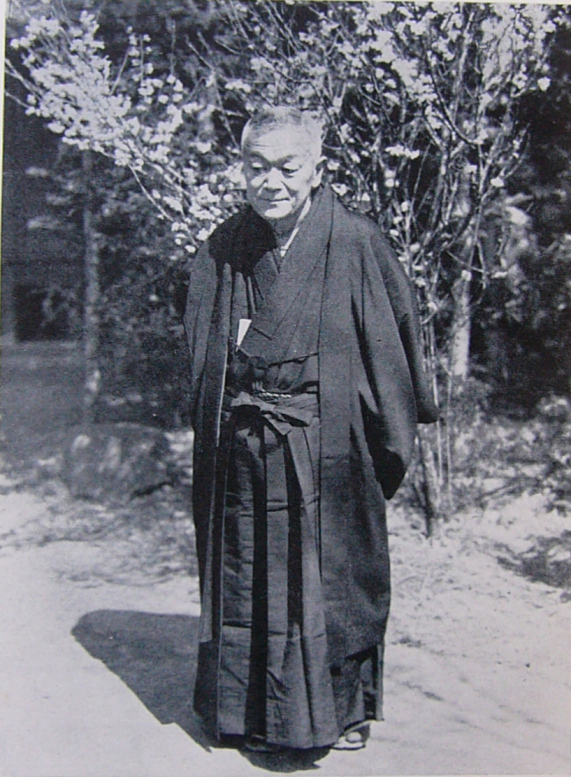
Naitō Torajirō in seinem Haus, 9. April 1934.

Naitō Torajirō (japanisch 内藤 虎次郎, geb. 27. August 1866; gest. 26. Juni 1934) bzw. unter dem Schriftstellernamen Naitō Konan (内藤 湖南) war ein japanischer Historiker und Sinologe. Er war der Gründer der Kyoto-Schule der Geschichtsschreibung und zusammen mit Shiratori Kurakichi (dem Gründer der Tokyo-Schule der Geschichtsschreibung) war er einer der führenden japanischen Historiker in Ostasien im frühen 20. Jahrhundert. Sein bekanntestes Buch trägt den Titel Nara.

## Leben
Naitō Torajirō wurde im Gebiet der heutigen Präfektur Akita geboren. Er zeichnete sich als Journalist aus und entdeckte 1907 die Manwen-Laodang-Dokumente in Mukden. Als Autorität auf dem Gebiet der chinesischen Geschichte wurde er von Kanō Kōkichi 1907 eingeladen an die Universität Kyōto zu kommen und wurde einer der Mitbegründer des Departments für Orientalische Geschichte. Er verstarb am 26. Juni 1934.

## Lehre
Naitōs einflussreichste Beiträge zur Geschichtsschreibung war die Bewertung der Tang-Song Transition (Fünf Dynastien und Zehn Reiche). Er argumentierte dass die sozialen, politischen, demographischen und ökonomischen Veränderungen seit Mitte der Tang-Dynastie bis in die Zeit der frühen Song-Dynastie den Übergang zwischen der mittelalterlichen (chūsei) und früh-modernen (kinsei) Periode der chinesischen Geschichte markierten.
In der japanischen Geschichte war eine seiner Hauptthesen, dass Yamatai in der Gegend von Kyūshū lag, anstatt in Kinki.

## Werke (Auswahl)
- Nihon bunkashi kenkyū. 1924 (42 Auflagen bis 1997)
- Shina shigakushi. 1949
- Shina kaigashi. 1938 (15 Auflagen bis 2002)
- Shina ron: tsuketari shin Shina ron. 1914 and 1942
- Naitō Hakushi kanreki shukuga Shina-gaku ronsō. (Tōru Haneda (hg.)), 1926
- Dong yang wen hua shi yan jiu. 1936
- Shinchō shi tsūron. 1944[1]